# Lunds Anarkistgrupp

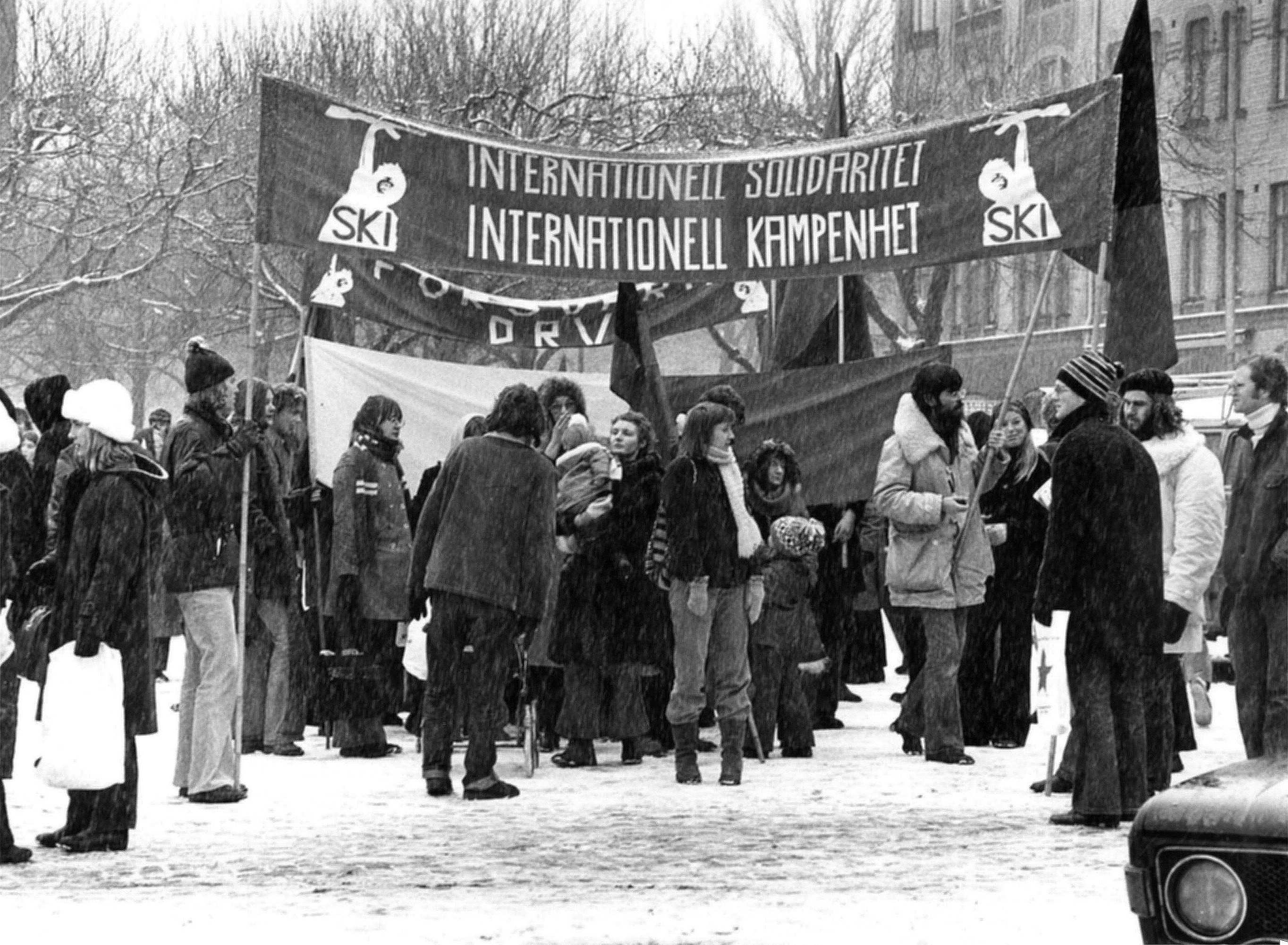
Lunds Anarkistgrupp demonstrerar med Svenska Kommittén för Indokina

Lunds Anarkistgrupp var en svensk anarkistgrupp verksam under åren 1969–1973.
Gruppen tillkom i den våg av lokala anarkistgrupper som uppstod i Sverige i Majrevoltens kölvatten. Bildandet av en anarkistgrupp diskuterades 1968, men Lunds Anarkistgrupp anses ha bildats först våren 1969 av två anonyma personer. Den fick snart flera medlemmar och började hålla regelbundna möten på Lunds Bokcafé och i AF-borgen. Gruppen utgav tidskriften Lunds Fria Press. Verksamheten koncentrerades senare till bostadskollektivet på Trädgårdsgatan, och där utgavs också en del nytryck av anarkistiska klassiker. Gruppen var liten och aktivistisk.

## Aktioner
- Tre ockupationer för ett allaktivitetshus i Lund 1969: från och med den 17 maj på Västra Mårtensgatan, från och med den 31 maj på Kiliansgatan 7, samt över dagen den 10 oktober på Råbygatan 2.[2][3][4]
- Tomburksåterlämning i AB Plåtmanufakturs lokaler för "Håll Skåne Rent" [5]
- Bilfritt-centrum-aktioner
- Kampanj för Saluhallens bevarande
- Karl XII-tågets avskaffande
- SKI (Svenska Kommittén för Indokina)
- Kritik av Kontaktkonferensen Universitet-Näringsliv
- Kampanj för privata umgängesrum på fängelserna
- "Stoppa Matchen" i Båstad
- Vägra Värnplikts-aktion
- Domkyrkoaktion mot den sydafrikanska regimen.[6]
- En kampanj mot den politiska psykiatrin, med i synnerhet ett attentat mot Rättspsykiatriska Kliniken i Lund, som brändes ner den 30 januari 1970, just före invigningen. [7][8][9]

## Fram till 1973
Gruppens verksamhet varade till 1973, då den tillsammans med Malmö Ungsocialistiska Klubb inför valet gav ut serietidningen Valhoppet och kortleken De Löjliga Partierna. Därefter splittrades gruppen och dess medlemmar fångades upp av gröna vågen.